# Elecciones provinciales de San Luis de 1961
Las elecciones provinciales de San Luis de 1961 tuvieron lugar en la provincia de San Luis, Argentina, el domingo 17 de diciembre de 1961 con el objetivo de elegir al gobernador y al vicegobernador, así como para renovar 10 de los 25 escaños de la legislatura provincial, componiendo los poderes ejecutivo y legislativo de la provincia para el período 1962-1966. Fueron las decimoterceras elecciones provinciales sanluiseñas desde la instauración de sufragio secreto, y se realizaron en desfase con las elecciones legislativas de marzo de 1962. Se realizaron en el marco de la proscripción del peronismo de la vida política argentina, por lo que se consideran que las elecciones no fueron completamente libres y justas. Por aquel entonces, la constitución provincial de San Luis no contemplaba la figura de vicegobernador, por lo que el único cargo ejecutivo electo era el del gobernador.
Los comicios fueron casi completamente polarizadoa entre dos candidatos, Martín Vilchez, de la oficialista Unión Cívica Radical Intransigente (UCRI), y Santiago Besso, del conservador Partido Demócrata Liberal (PDL). Otros cuatro partidos, incluyendo la Unión Cívica Radical del Pueblo (UCRP), principal partido opositor nacional, presentaron candidaturas, aunque ninguna tenía realmente posibilidades de éxito. La elección fue ferozmente ajustada y, durante parte del escrutinio, se consideró factible que Besso obtuviera la victoria por el desgaste del gobierno nacional de al UCRI, que perdió varios votos. Sin embargo, finalmente, Vilchez se alzó con una ínfima victoria por un punto porcentual exacto, logrando el 46.36% de los votos contra el 45.36% de Besso. Manuel Flores, de la UCRP, quedó tercero con el 3.79% y lo otros tres partidos no superaron el punto porcentual. La participación rondó el 83.00%.
Vilchez fue proclamado gobernador electo, y debía asumir su mandato el 1 de mayo de 1962. Sin embargo, el 29 de marzo, se produjo un golpe de Estado que derrocó al gobierno de Arturo Frondizi e instaló a José María Guido como presidente provisional de facto. Guido anuló las elecciones e intervino todas las provincias que no habían sido intervenidas tras el golpe a fines de abril.

## Resultados
|  | 46.36 % |

|  | 45.36 % |

|  | 3.79 % |

|  | 1.75 % |

|  | 1.47 % |

|  | 1.27 % |

|  | 97.97 % |

|  | 1.77 % |

|  | 0.26 % |

|  | 100.00 % |

|  | 83.00 % |